# Призант, Лев Семёнович
Лев Семёнович При́зант (1930—1995) — советский и украинский художник, позднее — иллюстратор. Член Союза художников СССР. 

## Биография
Родился 5 ноября 1930 года в Киеве (по другим данным — Калуга), в еврейской семье хирурга Ревекки Ефимовны Призант. В 1955 году окончил Киевский художественный институт, где его учителем был О. Плещинский. Работал в книжной графике, иллюстрировал книги «Герой нашего времени» (1955), «Родной Киев» (1957) и линогравюры по мотивам поэмы Тараса Шевченко «Кавказ». Преподавал в Художественной школе имени Т. Шевченко.